# Dione (Mond)
Dione (auch Saturn IV) ist einer der größeren Monde des Planeten Saturn. Sie ist ein Eismond und hat einen mittleren Durchmesser von 1118 km.

## Entdeckung
Dione wurde am 21. März 1684 von Giovanni Domenico Cassini entdeckt.
Benannt wurde der Mond nach der Titanin Dione, der Mutter der Aphrodite, aus der griechischen Mythologie. Der Name „Dione“ und weiterer sieben Saturnmonde wurde von Wilhelm Herschels Sohn, dem Astronomen John Herschel, in einer 1847 erschienenen Veröffentlichung „Results of Astronomical Observations made at the Cape of Good Hope“ vorgeschlagen.

## Bahneigenschaften
Dione umkreist Saturn in einem mittleren Abstand von 377.400 km in 2,737 Tagen. Die Bahn weist eine Exzentrizität von 0,0022 auf und ist 0,02° gegenüber der Äquatorebene des Saturn geneigt.
Der Mond Helene kreist im selben Abstand um Saturn und läuft Dione in einem Winkelabstand von 60° im führenden Lagrangepunkt, L4 voraus. Im folgenden Lagrangepunkt L5 läuft der Mond Polydeuces Dione im Winkelabstand von 60° hinterher. Dione befindet sich in einer 2:1-Bahnresonanz mit dem Saturnmond Enceladus.
Dione rotiert in 65 Stunden und 41 Minuten um die eigene Achse und weist damit, wie der Erdmond, eine gebundene Rotation auf.

## Aufbau und physikalische Eigenschaften

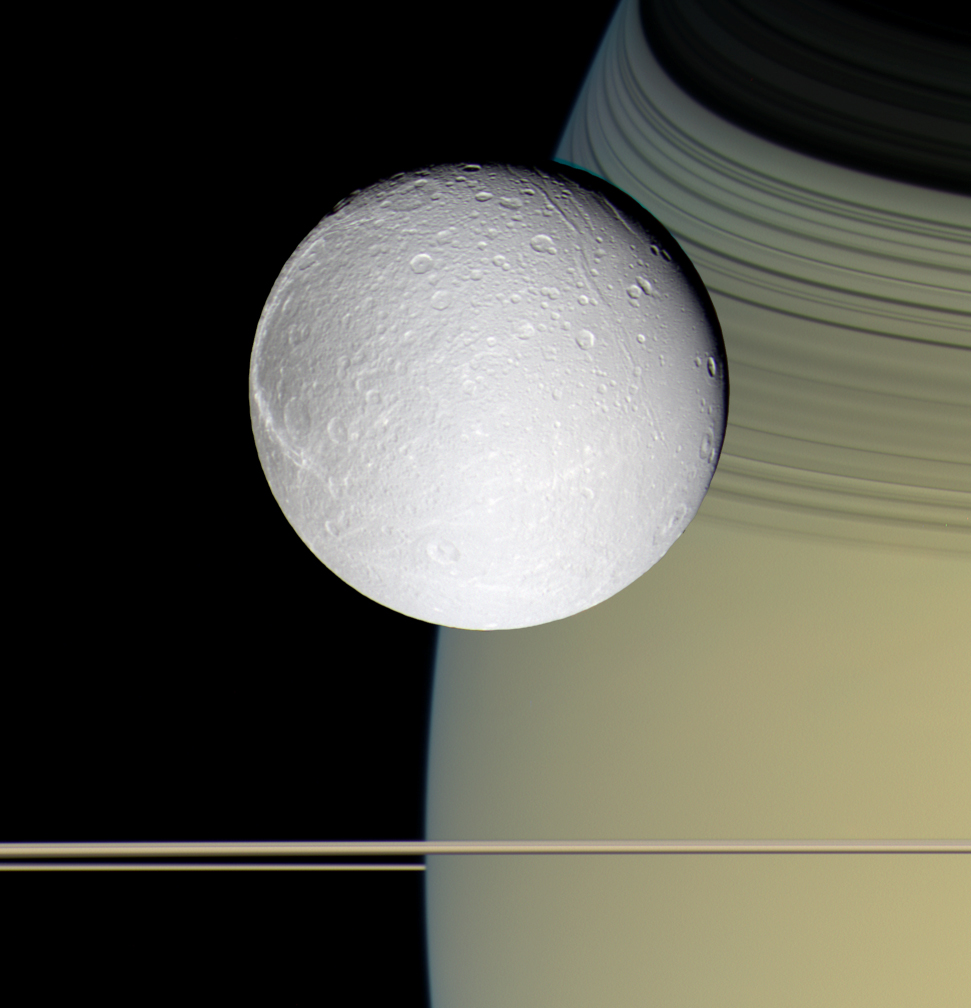
Saturnmond Dione, aufgenommen von Cassini aus 39.000 km (11. Oktober 2005)

Dione ist überwiegend aus Wassereis zusammengesetzt. Mit 1,47 g/cm3 weist sie die viertgrößte Dichte aller Saturnmonde auf (übertroffen nur von Enceladus, Phoebe sowie von Titan, dessen Dichte durch gravitative Kompression erhöht wird). In ihrem Innern müssen daher größere Anteile an dichterem Material vorhanden sein, etwa silikatisches Gestein. Ihre Albedo beträgt 0,55, das heißt 55 % des einfallenden Sonnenlichts werden reflektiert. Im Vergleich zu den Monden Tethys und Enceladus ist ihre Oberfläche relativ dunkel. Die Oberflächentemperatur beträgt −187 °C.
Untersuchungen durch die Raumsonde Cassini deuten darauf hin, dass Dione ähnlich wie Enceladus eine Schicht aus flüssigem Material unterhalb der Oberfläche haben könnte. Verbiegungen der Kruste unter der Gebirgskette Janiculum Dorsa zeugen von einer inneren Erwärmung in für astronomische Maßstäbe jüngerer Zeit.

### Oberfläche im Allgemeinen
Dione hat eine Oberfläche von 3,93 Mio. km², was ungefähr der doppelten Größe Mexikos oder der elffachen Größe Deutschlands entspricht. Dione gleicht in ihrer Zusammensetzung, Albedo und der Strukturen ihrer Oberfläche dem Saturnmond Rhea. Beide Monde weisen unterschiedliche Hemisphären auf. Auf der folgenden Hemisphäre von Dione sind ein Netzwerk heller Streifen auf einer dunklen Oberfläche und Impaktkrater sichtbar. Die Streifen überdecken die Krater, was darauf hinweist, dass sie jüngeren Ursprungs sind. Die führende Hemisphäre ist stark verkratert und zeigt keine größeren Helligkeitsunterschiede. Der Ursprung des hellen Streifenmaterials ist nicht völlig geklärt. Es könnte aus Eruptionen entlang von Spalten und Rissen stammen und sich als dünne Ablagerung aus Eis oder Staub abgesetzt haben.

### Krater und Gebirge

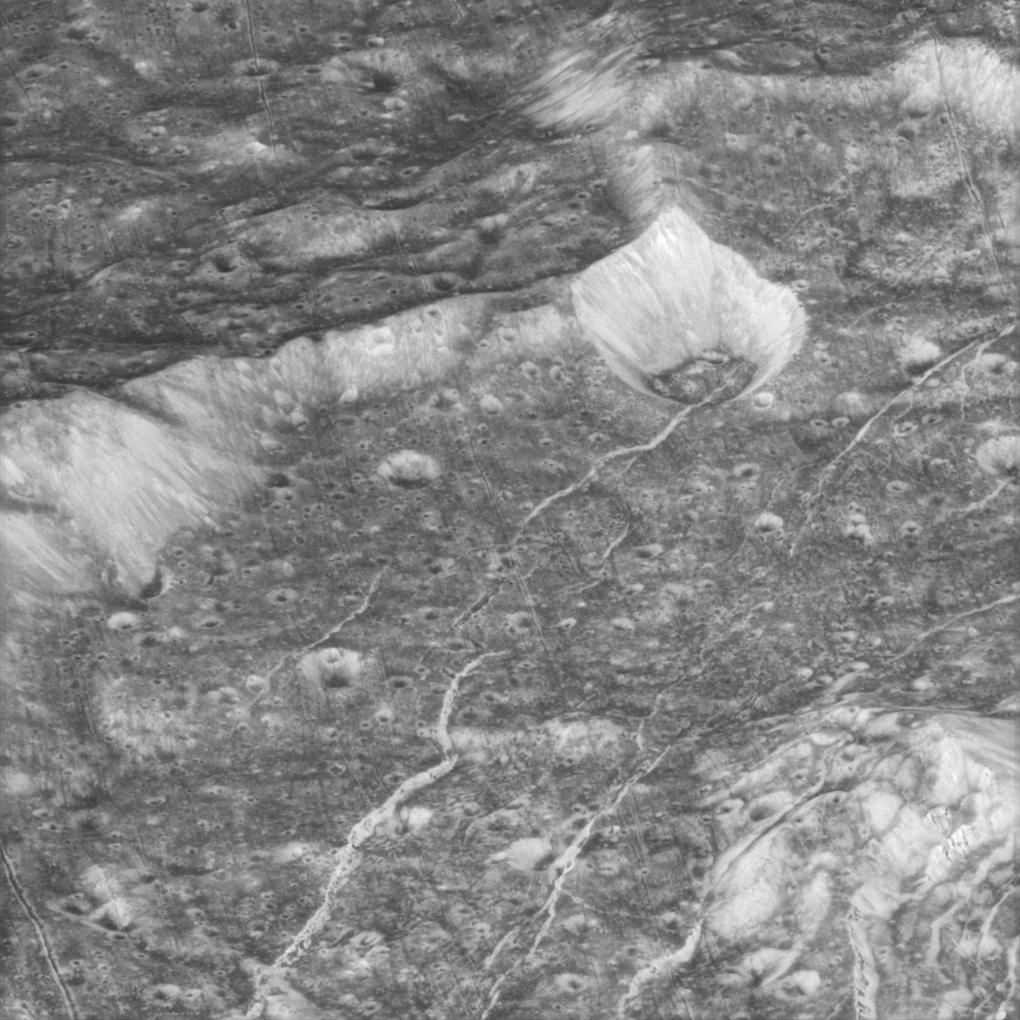
Nahaufnahme der Oberfläche von Dione

Einige (auch größere) Impaktkrater weisen Zentralberge auf, wie sie für den Erdmond oder den Planeten Merkur typisch sind. Offensichtlich hat die dünne Eiskruste Diones über geologische Zeiträume hinweg nicht in dem Maße nachgegeben wie auf dem Jupitermond Kallisto, wo derartige Strukturen nahezu völlig eingeebnet wurden.
Es wird vermutet, dass Dione in der Frühzeit ihrer Entstehung geologisch aktiv war. Durch Prozesse wie den Kryovulkanismus (Kältevulkanismus) wurde ein Teil ihrer Oberfläche erneuert, wobei die beobachteten Streifenmuster zurückblieben. Nach dem Rückgang der Aktivität wurde die führende Hemisphäre durch Einschläge von Asteroiden verändert, deren Krater die Streifenmuster weitgehend auslöschten.
Auf Diones Oberfläche sind stark verkraterte Regionen sowie Ebenen mit nur wenigen Kratern sichtbar. Die erstgenannten Regionen weisen zahlreiche Krater mit Durchmessern von mehr als 100 km auf, die Ebenen sind mit Kratern von weniger als 30 km Durchmesser überzogen. Einige der Ebenen sind sehr stark verkratert, andere kaum. Dabei sind stark verkraterte Regionen auf der folgenden, schwach verkraterte Ebenen auf der führenden Hemisphäre sichtbar. Das ist eigentlich genau das Gegenteil von dem, was die Wissenschaftler erwartet hatten. Der Astronom und Planetengeologe Shoemaker hatte ein Modell entwickelt, das die Verkraterung von Monden mit gebundener Rotation beschreibt. Demnach sind die meisten Krater auf der führenden, die wenigsten Krater auf der folgenden Hemisphäre eines Mondes zu finden. Im Fall von Dione scheint der Mond während der Phase des heftigsten Asteroidenbombardements genau entgegengesetzt orientiert gewesen zu sein. Da Dione relativ klein ist, kann bereits ein Impaktereignis, das einen 35 km großen Krater hinterlässt, die Rotation des Mondes stören. Da Dione eine Vielzahl derart großer Krater aufweist, könnte die Rotation während der Phase des intensiven Bombardements wiederholt gestört worden sein. Die Verteilung der Krater und die hohe Albedo auf der führenden Hemisphäre weisen darauf hin, dass der Mond seit mehreren Milliarden Jahren die heutige Orientierung beibehalten hat.
Der mit Abstand größte benannte Krater namens Evander hat einen Durchmesser von 350 km und befindet sich im Süden des von Saturn abgewandten Teils der führenden Hemisphäre.

### Atmosphäre
Dione hat eine Atmosphäre aus ionisierten Sauerstoffatomen, die mit 90.000 Ionen pro Kubikmeter so dünn ist wie die Erdatmosphäre in 480 km Höhe.

### Ozean
Dione könnte, ähnlich wie Enceladus, unter ihrer dicken Eisschicht einen flüssigen Ozean besitzen, worauf magnetische Messungen der Raumsonde Cassini hinweisen. Theoretisch könnten sich dort Mikroorganismen bilden.
Ein weiteres Indiz für flüssiges Wasser ist die äquatoriale Bergkette Janiculum Dorsa, deren Gewicht die Kruste des Mondes um bis zu 500 Meter senkt. Die Eiskruste muss daher früher wärmer gewesen sein, was sich am besten mit der Annahme eines subglazialen Ozeans (zum Zeitpunkt der Entstehung der Bergkette) erklären lässt.

## Beobachtung
Dione besitzt eine scheinbare Helligkeit von 10,4m und ist damit, von der Erde aus gesehen, einer der hellsten Saturnmonde. Um sie zu beobachten, benötigt man allerdings ein Teleskop mit mindestens 10 cm Objektivöffnung.
Die Raumsonde Cassini-Huygens hat Dione erstmals am 14. Dezember 2004 in einem Abstand von 83.000 km passiert. Eine noch größere Annäherung fand am 11. Oktober 2005 mit nur 500 Kilometern Abstand statt. Am 12. Dezember 2011 flog Cassini in nur 99 km Entfernung an Dione vorbei. Cassinis nächste Begegnung mit dem Mond erfolgte am 28. März 2012 in einem Abstand von ca. 44.000 km. Cassinis fünftes und letztes Treffen mit Dione erfolgte am 17. August 2015 mit einer Annäherung bis auf 474 Kilometer. Dabei sollten genauere Daten über den Nordpol und die innere Zusammensetzung und Struktur des Mondes gewonnen werden.